# Terence Emmons
Terence Emmons (ur. 1937) – amerykański historyk, badacz dziejów Rosji. 

## Życiorys
Absolwent a następnie wykładowca Stanford University. W latach 1974–1982 był redaktorem naczelnym "Russian Review". Zajmuje się historią społeczną XIX-wiecznej Rosji. Jest autorem wielu edycji źródłowych. 

## Wybrane publikacje
- The Russian Landed Gentry and the Peasant Emancipation of 1861, London 1968.
- Emancipation of the Russian serfs, New York 1970.
- The Formation of Political Parties and the First National Elections in Russia, Cambrigde Mass. 1983.
- (redakcja) Rossiâ i rossijskaâ èmigraciâ v vospominaniâh i dnevnikah: annotirovannyj ukazatel' knig, žurnal'nyh i gazetnyh publikacij, izdannyh za rubežom v 1917-1991 gg., t. 1-4, nauč. rukovodstvo, red. i vved. A. G. Tartakovskogo, T. Èmmonsa, O. V. Budnickogo, Moskva: ROSSPÈN 2003.